# Baloskion tenuiculme
Baloskion tenuiculme är en gräsväxtart som först beskrevs av Stanley Thatcher Blake, och fick sitt nu gällande namn av Barbara Gillian Briggs och Lawrence Alexander Sidney Johnson. Baloskion tenuiculme ingår i släktet Baloskion och familjen Restionaceae. Inga underarter finns listade i Catalogue of Life.